# 伊予吉田駅
伊予吉田駅（いよよしだえき）は、愛媛県宇和島市吉田町立間尻にある四国旅客鉄道（JR四国）予讃線の駅である。駅番号はU25。全特急列車が停車する。

## 歴史
国鉄時代から急行列車の停車駅となっており、1970年代から1980年代前半までは急行「うわじま」がすべて停車していた。1986年11月1日からは特急「しおかぜ」の一部も停車するようになり、2011年3月12日からはすべての特急列車が停車するようになった。

### 年表
- 1941年（昭和16年）7月2日：開業[2]。当時は下りホームに待避線があり、上りは宇和島方が行き止まり式の側線が2本あった。
- 1971年（昭和46年）11月8日：貨物取扱廃止[2]。
- 1985年（昭和60年）3月14日：荷物扱い廃止[2]。
- 1986年（昭和61年）
  - 3月3日：無人駅化[3]（簡易委託化[4]）。
  - 11月1日：特急「しおかぜ」の一部が停車するようになる。
- 1987年（昭和62年）4月1日：国鉄分割民営化により、JR四国の駅となる[5]。
- 2010年（平成22年）9月1日：それまで朝夕の上下2本ずつ計4本だった特急列車の停車を拡大。上り8本・下り9本の計17本が追加で停車するようになる。また、自動券売機が設置される。
- 2011年（平成23年）3月12日：すべての特急列車が停車するようになる。

## 駅構造
相対式2面2線の地上駅である。現在は跨線橋で上下のホームがつながっているが、有人駅だったころは線路を横切って渡っていた。下りホームの端は現在延長されているが、その頃はスロープ状になっており、駅本屋側上りホーム途中のステップを上る必要があった。
タブレット閉塞時代は通票授器がホームに設置されていた。

### のりば
| のりば | 路線    | 方向 | 行先                       |
| ------ | ------- | ---- | -------------------------- |
| 1      | ■予讃線 | 上り | 八幡浜・伊予大洲・松山方面 |
| 2      | ■予讃線 | 下り | 宇和島・江川崎方面         |

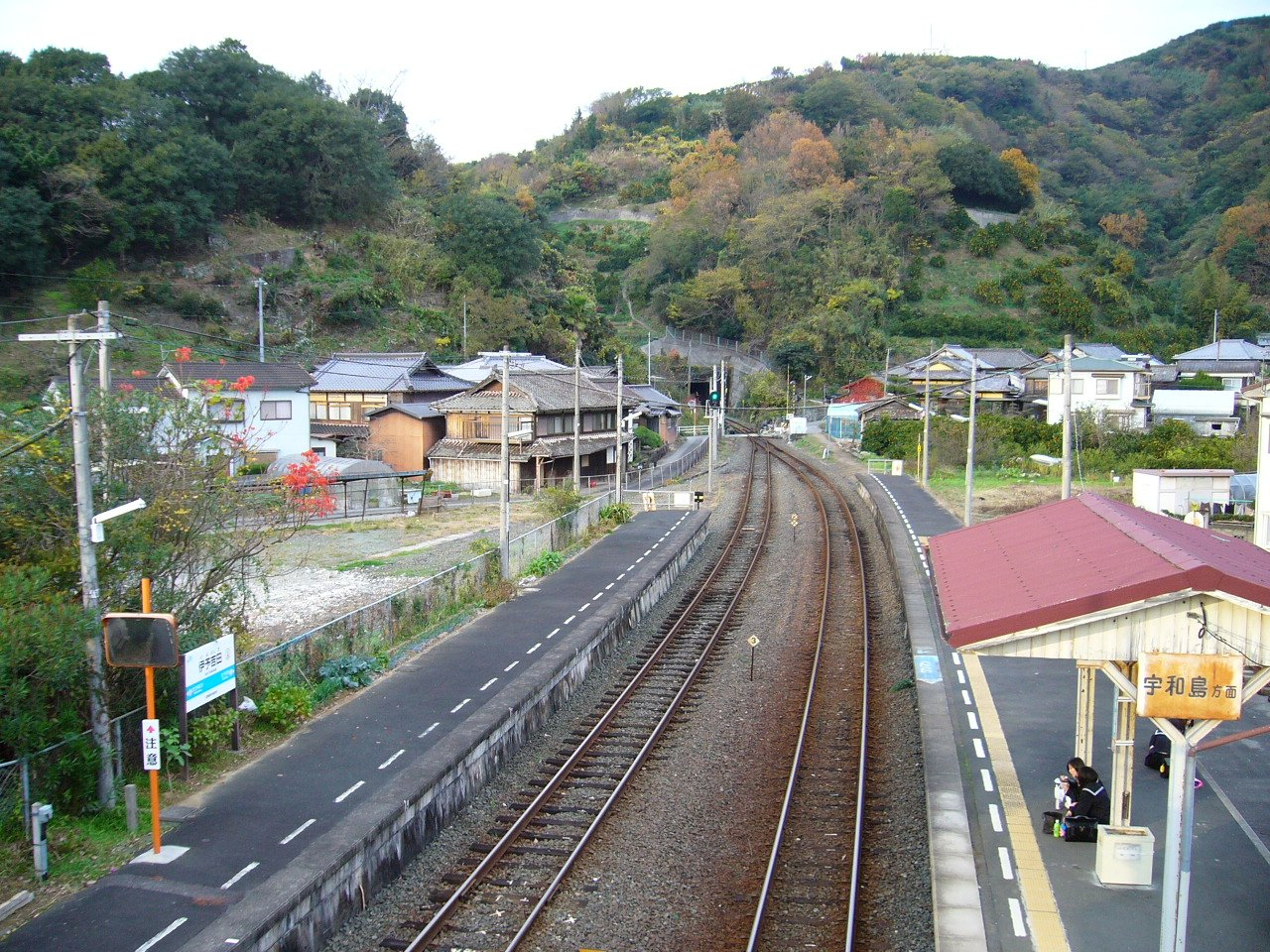
ホーム（2006年12月）

## 利用状況
| 1日乗降人員推移 | 1日乗降人員推移 |
| 年度            | 1日平均人数     |
| --------------- | --------------- |
| 2011年          | 318             |
| 2012年          | 296             |
| 2013年          | 320             |
| 2014年          | 258             |
| 2015年          | 294             |

## 駅周辺
- 吉田湾
- 宇和島市吉田支所（旧・吉田町役場）
- 吉田郵便局
- 愛媛県立吉田高等学校

## 隣の駅
※当駅に停車する特急「宇和海」の隣の停車駅は列車記事を参照のこと。
四国旅客鉄道（JR四国）
■予讃線
立間駅 (U24) - 伊予吉田駅 (U25) - 高光駅 (U26)